# Wapen van Hidaard

Wapen van Hidaard

Het wapen van Hidaard is het dorpswapen van het Nederlandse dorp Hidaard, in de Friese gemeente Súdwest-Fryslân. Het wapen werd in 2001 geregistreerd.

## Beschrijving
De blazoenering van het wapen in het Fries luidt als volgt:
dield: I. yn goud in ôfsniene swarte hynsteholle; in reade skyldfoet, belein mei in gouden klaver; II. yn goud in ôfsniene swarte hynsteholle; in read skyldhaad, belein mei in gouden klaver; in blau skyldhaad, belein mei in omkearde sulveren keper, útgeande fan de boppeside fan it skyld, de trochsnijingsline reitsjende.
De Nederlandse vertaling luidt als volgt:
gedeeld: I. in goud een afgesneden zwart paardenhoofd; een rode schildvoet, belegd met een gouden klaver; II. in goud een afgesneden zwart paardenhoofd; een rood schildhoofd, belegd met in gouden klaver; een blauw schildhoofd, belegd met een omgekearde zilveren keper, uitgaande van de bovenzijde van het schild, de doorsnijdingslijn rakende.
De heraldische kleuren zijn: goud (goud), sabel (zwart), keel (rood), azuur (blauw) en zilver (zilver).

## Symboliek
- Indeling schild: duidt op de kruising van wegen bij de buurtschap De Klieuw ten zuiden van het dorp.[2]
- Paardenhoofden: verwijzen naar de paardenfokkerij in het dorp.[2]
- Klaverbladen: symbolen voor de veehouderij.[2]
- Schildhoofd: staat voor de Hidaardervaart.[3] De keper beeldt de Hidaarderzijl in de Slachtedijk uit.[2]

## Zie ook

Vlag van Hidaard